# Canal de Pemba
Pour les articles homonymes, voir Pemba.
Le canal de Pemba est un détroit situé dans l'océan Indien et séparant l'île de Pemba et les petites îles environnantes du continent africain et plus particulièrement de la Tanzanie.
Sa profondeur peut dépasser les 500 mètres et sa largeur varier d'une quarantaine à une cinquantaine de kilomètres.
À son centre, sur le continent, se trouve la ville de Tanga.

## Source
- (en) Zanzibar Channel Project - Channel